# 茨沃尔弗峰 (施图拜山)

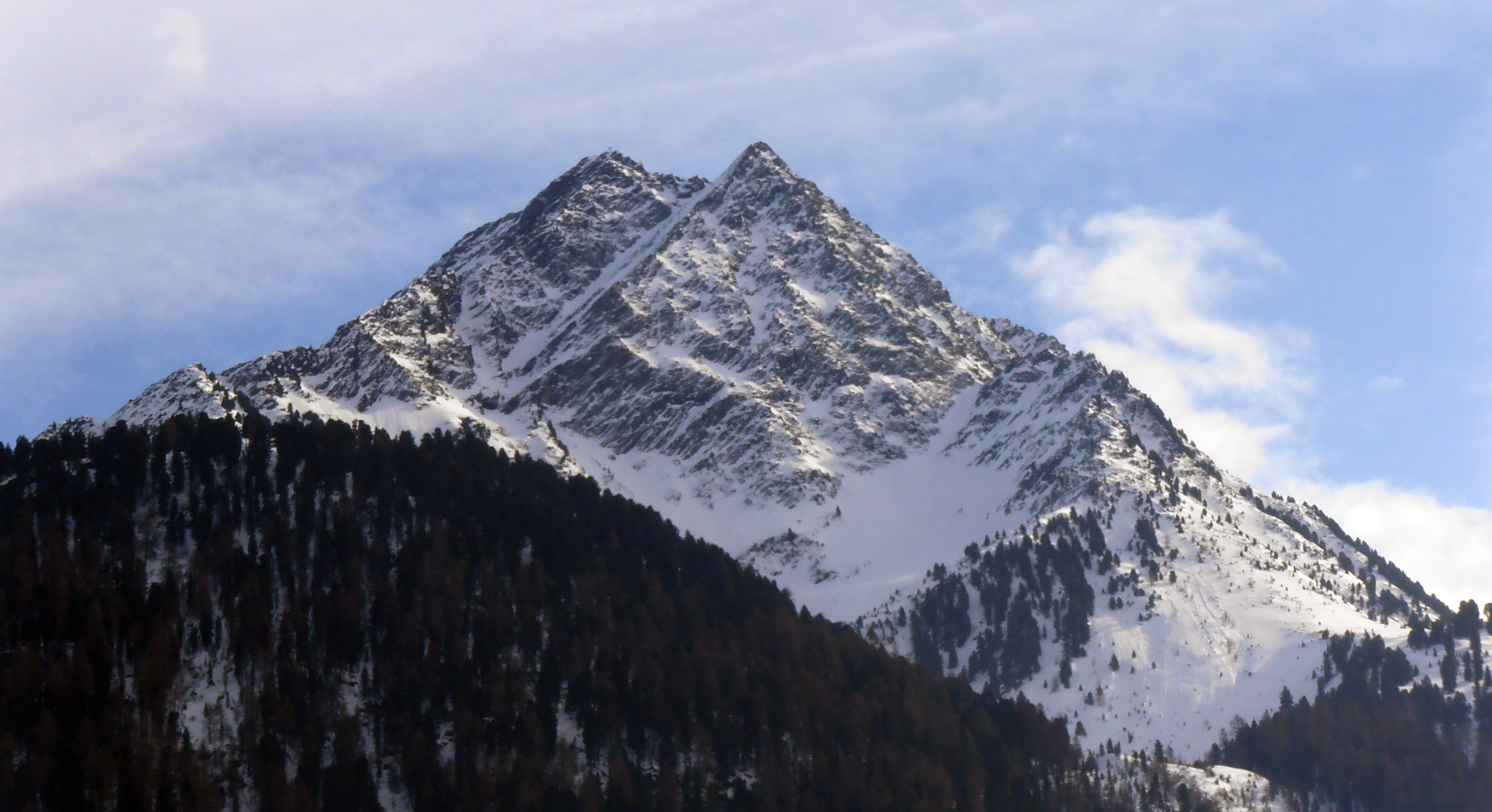

47°4′36″N 11°17′59″E / 47.07667°N 11.29972°E
茨沃爾弗峰（德語：Zwölferspitze），是奧地利的山峰，位於該國西部，由蒂羅爾州負責管轄，屬於施图拜山的一部分，海拔高度2,562米，人類在1870年首次登頂。